# Richard Ruin et Les Demoniaques
Richard Ruin et Les Demoniaques ist eine deutsche Post-Rock-Band, die 2003 in Berlin von dem bildenden Künstler Martin Eder gegründet wurde. Die Gruppe tritt seit 2010 unter dem Namen RUIN auf.
Der Sänger Richard Ruin ist ein Alter Ego Martin Eders. Gelegentlich kokettiert Eder mit seiner Zweitidentität, so behauptete er in einem Fernsehbericht der Deutschen Welle, den Maler gar nicht zu kennen. Gegenwärtige Besetzung sind Richard Ruin (Gesang, Gitarre), Mike Strauss (Keyboard), Roderick Miller (Keyboard), Thomas Fietz (Schlagzeug), Achim Färber (Schlagzeug) und Jonathan Heine (Bass), Moritz Stumm (Visuals).

## Geschichte
Die Band wurde 2003 gegründet mit dem ursprünglichen Ziel, einen Soundtrack zu einem imaginären Film zu kreieren. Erste Mitglieder waren Richard Ruin, Mike Strauss (Les Hommes Sauvages), Dirk Müller und Yoyo Röhm, bald darauf stießen Roderick Miller (Bee and Flower) sowie Stefan Creutzburg dazu.
Gäste auf dem ersten Album The Heimlich Manoeuvre waren unter anderem Thomas Wydler (Nick Cave and the Bad Seeds), Larry Mullins aka Toby Dammit (Iggy Pop / Jessie Evans) und Kristof Hahn (Swans / Les Hommes Sauvages). Live sind mehrfach Achim Färber (u. a. Project Pitchfork) und Jochen Arbeit (Einstürzende Neubauten) beteiligt.

## Stil
Der Sound der Band war von Anfang an schwer einem bestimmten Genre zuzuordnen.
Kennzeichnend für die ersten Schaffensjahre war ein grundsätzlich melancholischer bis fast pathetischer Unterton in allen Stücken, im Sinne klassischer Balladen von Roy Orbison bis hin zu Bobby Vinton. Dem wurden Elemente des analogen Noise und Verzerrungen hinzugefügt. So entstand ein sehr eigener musikalischer Ausdruck. Durch personelle Umstrukturierung änderte sich auch der Musikstil immer weiter bis hin zur bewussten Dekonstruktion gewöhnter Songstrukturen und Rezeptionsweisen.
Grundsatz der Band ist es, Klischees zu brechen und Erwartungshaltungen durch Arrangements sowie ungewöhnliche Bühnenspektakel zu unterwandern.
In allen Musikstücken lässt sich sowohl textlich als auch musikästhetisch ein sublim makabrer, bzw. desperater Unterton erkennen, dem man auch als "spooky" oder surreal traumhaft kategorisieren kann.
Somit sind Richard Ruin et Les Demoniaques bis 2009 u. a. als Gründer des Chanson Noir einzustufen.
Da Ruin meistens visuelle Medien sowie Schauspieler in ihre aufwendigen Bühnenshows einsetzen, finden Konzerte selten dafür bevorzugt an ausgewählten und entsprechenden Theater Locations statt.
Mit der experimentellen dekonstruktiven Phase im musikalischen Schaffen und der Zusammenarbeit mit dem Berliner Avantgarde-Klassik Solistenensemble Kaleidoskop, ist Ruin ab Ende 2009 Wegbereiter einer neuen Musikrichtung, die Elemente des Ambient Black Metal mit moderner orchestraler Komposition verbindet.

## Diskografie
Alben
- 2007: The Heimlich Manoeuvre (Le Bonbon Noir)
- 2010: Half Skull (Viva Hate/Cargo Records)

## Konzerte
- The Kitchen, NYC 2006[6]
- National Arts Club, NYC 2006
- Nuits Sonores, Lyon 2008
- Kunst-Werke Berlin, Berlin 2008
- Hoxton Hall, London 2009
- Centre Culturel Suisse, Paris 2010[7]
- Sophiensaele, Berlin 2010
- Wave-Gotik-Treffen, Leipzig 2010